# Cetoscarus
Cetoscarus ist eine Gattung der Papageifische in der Familie der Lippfische.

## Merkmale
Cetoscarus sind moderat hochrückige Lippfische mit rundlichem Kopf. Im Gegensatz zu den anderen Gattungen der Familie mit einer Schuppenreihe, verlaufen auf dem Interoperculare zwei Längsreihen Schuppen. Darüber hinaus unterscheiden sie sich durch die deutlichen dorsalen Augenflecken (Ozellen) der Jungtiere. Auf den Wangen verlaufen 3 Schuppenreihen. Die Anzahl der Kiemenreusendornen beträgt 20 bis 24. Die kräftigen Vorderzähne von Ober- und Unterkiefer sind miteinander verschmolzen und formen ein Zahnschild, die Schneidkanten sind gekerbt. Die Zähne werden großteils von den Lippen bedeckt, Eckzähne sind keine vorhanden.

## Verbreitung
Cetoscarus bicolor kommt im Roten Meer vor, das natürliche Verbreitungsgebiet umfasst Dschibuti, Ägypten, Eritrea, Israel, Jordanien, Saudi-Arabien, den Sudan und Jemen. Cetoscarus ocellatus ist im Indopazifik weit verbreitet. Das Verbreitungsgebiet reicht von Somalia bis Südafrika, erstreckt sich von dort ostwärts bis zum Tuamotu-Archipel einschließlich des östlichen Australiens und des Middleton Reefs, nach Norden bis zum südlichen Japan und südwärts bis zum westlichen Australien. Um Hawaii kommen Cetoscarus Arten nicht vor.

## Lebensraum
Cetoscarus Arten kommen nur an Korallenriffen vor.

## Taxonomie und Systematik
Sowohl Rosenblatt & Hobson (1969), als auch Schultz (1969) erkannten Cetoscarus nicht als eigenständige Gattung an, sondern betrachteten sie als Juniorsynonym der Gattung Bolbometopon. Randall & Bruce (1983) sahen jedoch die Unterscheidung in getrennte Gattungen als gesichert an, eine Meinung der sich Bellwood (1994) anschloss, auch wenn er Cetoscarus und Bolbometopon als eng verwandt sieht. Cetoscarus galt als monotypisch, mit Cetoscarus bicolor als einziger Art. Die Populationen des Indischen Ozeans und des Pazifischen Ozeans werden inzwischen als Cetoscarus ocellatus konspezifisch anerkannt, allerdings könnte es sich nach Molekulardaten bei der Population des Indischen Ozeans um eine eigene Art, Cetoscarus nigropinnis handeln.
Aktuell sind zwei Arten anerkannt:
- Masken-Papageifisch (Cetoscarus bicolor (Rüppell, 1829))
- Cetoscarus ocellatus  (Valenciennes, 1840)